# Lapin Agile

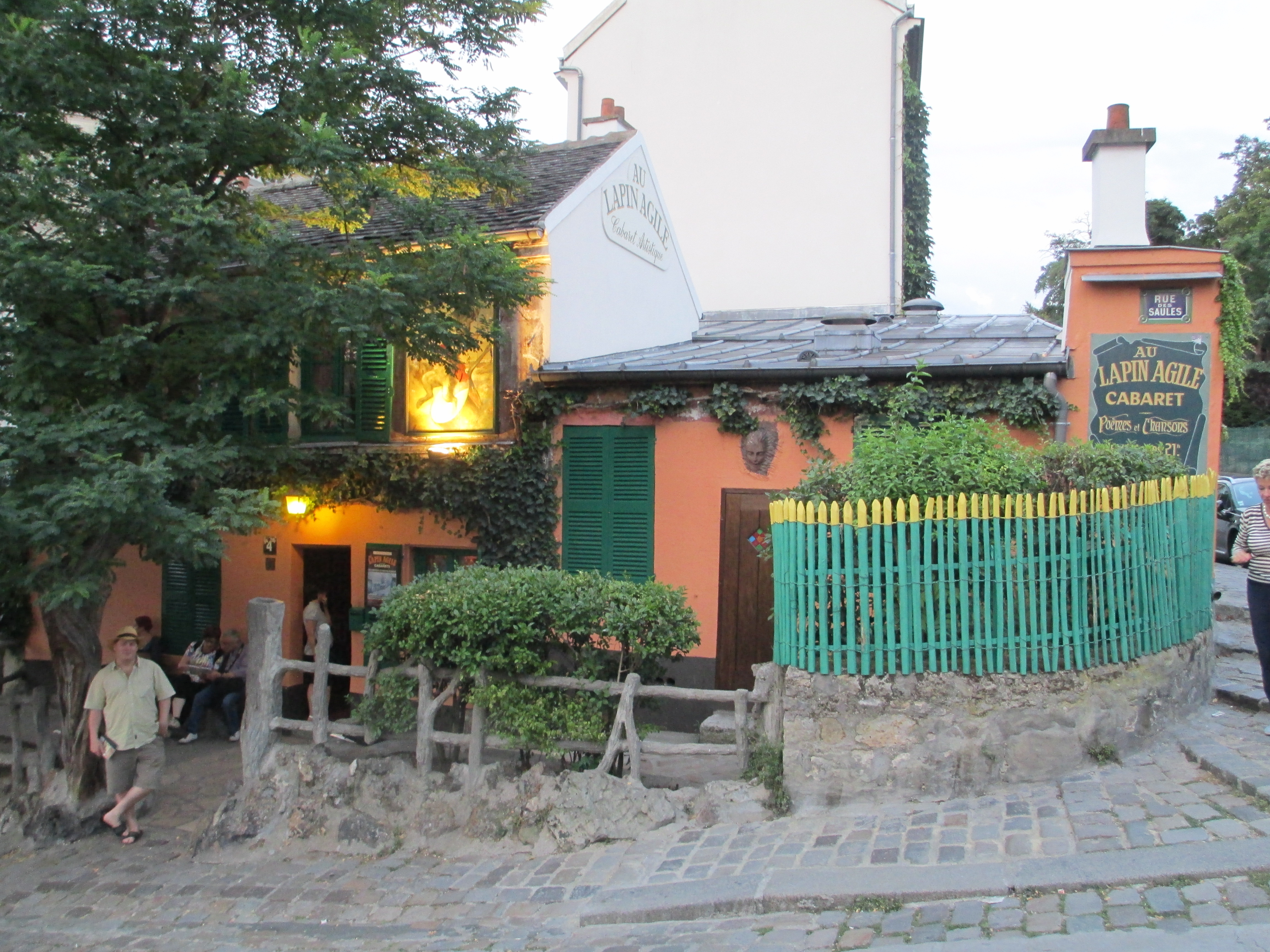
Lapin Agile i augusti 2015.

Lapin Agile (Le Lapin Agile) är en kabarékrog, belägen i hörnet av Rue Saint-Vincent och Rue des Saules, på norra sidan av Montmartre (17:e arrondissementet) i Paris. Krogen har funnits sedan cirka 1860, allra först under namnet Au rendez-vous des voleurs. 
Lapin Agile räknades till en av Paris kända nöjeskrogar i början av 1900-talet; här kunde man få se och höra på kända franska "chanson-artister". Det var då också ett stamställe för de berömda konstnärerna, som bodde och verkade på Montmartre. Här satt ofta Picasso och Utrillo. I dag fungerar Lapin Agile mer som en jazzklubb.